# Кубок Сербии по волейболу среди мужчин
Кубок Сербии по волейболу — второй по значимости, после национального чемпионата, турнир в ряду соревнований волейбольных клубов Сербии. Проводится с сезона 2006/07 после распада Сербии и Черногории и образования независимого Волейбольного союза Сербии. Разыгрывается по системе «осень-весна», поэтому кубок Сербии и Черногории не разыгрывался весной 2006 года.

## Победители турнира
| Сезон | Чемпион         |
| ----- | --------------- |
| 2007  | «Войводина»     |
| 2008  | «Раднички»      |
| 2009  | «Црвена Звезда» |
| 2010  | «Войводина»     |
| 2011  | «Црвена Звезда» |
| 2012  | «Войводина»     |
| 2013  | «Црвена Звезда» |
| 2014  | «Црвена Звезда» |
| 2015  | «Войводина»     |
| 2016  | «Црвена Звезда» |
| 2017  | «Нови-Пазар»    |
| 2018  | «Нови-Пазар»    |
| 2019  | «Црвена Звезда» |
| 2020  | «Войводина»     |
| 2021  | «Рыбница»       |
| 2022  | «Партизан»      |
| 2022  | «Партизан»      |

### Титулы
| Клуб                    | Победы |
| ----------------------- | ------ |
| «Войводина» Нови-Сад    | 3      |
| «Црвена Звезда» Белград | 2      |
| «Раднички» Крагуевац    | 1      |